# 王鳴盛
王鳴盛（1722年—1797年），字鳳喈，號禮堂、西庄，晚號西沚居士。江苏太仓州嘉定县人，清代經學家、史学家、政治人物。乾隆十九年榜眼，累官內閣學士兼禮部侍郎，乞休归，专心著述。著有《十七史商榷》。

## 生平
王鳴盛生而敏慧，四歲隨著父讀書丹徒學署，日識數百字，縣令馮詠將王鳴盛視為神童。十七歲時參加鄉試中副榜，江蘇巡撫陳大受招入蘇州紫陽書院。乾隆十二年鄉試未上榜，於是到蘇州遊憩，此時沈德潛以禮部侍郎致仕，即從其學詩，後又從惠棟問經義。乾隆十九年（1754年）榜眼，歷任翰林院編修。累官内阁学士兼礼部侍郎。在出任福建乡试主考官途中纳一小妾，被御史罗典彈劾，左遷光祿寺卿。乾隆二十八年，42歲時以老母去世，從此休官不做，安家於蘇州。家居者三十年，閉户讀書，從事著述，以漢學考證法治史，與惠棟、沈彤研究經學。老年因讀書窮日夜不輟，視力每況愈下，透過吳興醫針全愈，著書如常，自號西沚，享年七十八歲。

## 學術

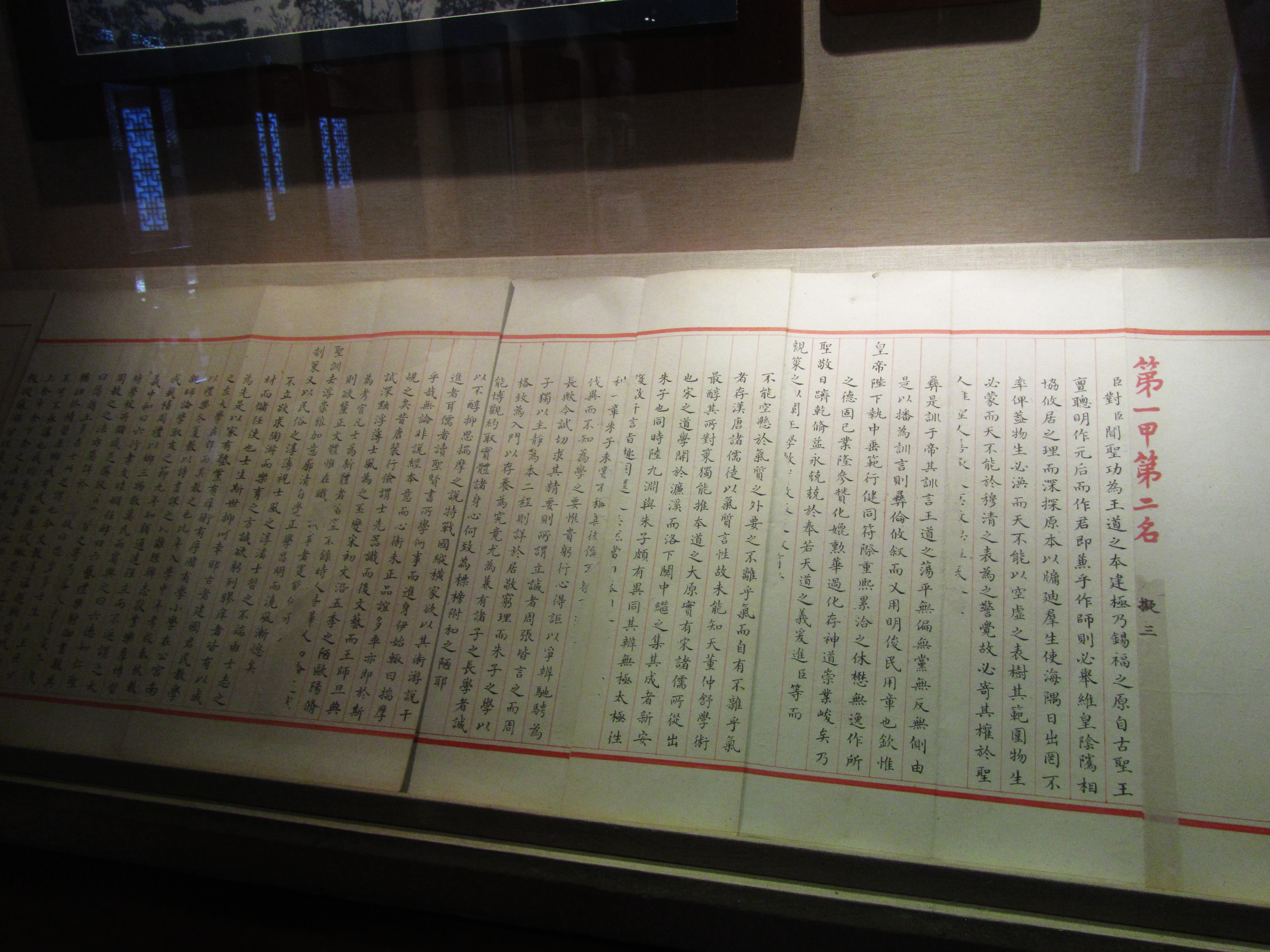
王鸣盛殿试卷，嘉定孔庙藏。

王鳴盛精研經學、史學、小學、目錄學等，堅持反對孔子的“春秋筆法”，對他所認為的前人對於歷史的扭曲之處，如欧阳修的《新五代史》、朱熹的《通鉴纲目》，皆以史實予以駁斥。他主張：「經以明道，以求道者不必空執義理求之也。但當正文字，辨音讀，釋訓詁，通傳注，則義理自見，而道在其中矣」。李慈铭赞其“议论淹通，多足决古之疑”，
與王蘭泉、錢大昕、吳泰來、曹仁虎、趙文哲、黃文蓮並稱為"吳中七子"。

## 著作
- 《十七史商榷》
- 《耕養齋詩文集》
- 《西沚居士集》

《十七史商榷》與錢大昕的《二十二史考異》，趙翼的《廿二史劄記》合稱“清代史學三大名著”。

## 延伸阅读
[在维基数据编辑]
 《清史稿/卷481》，出自趙爾巽《清史稿》
 在维基共享资源阅览影像